# Бриньоле, Джакомо Луиджи
Джакомо Луиджи Бриньоле (итал. Giacomo Luigi Brignole; 8 мая 1797, Генуя, Генуэзская республика — 23 июня 1853, Рим, Папская область) — итальянский куриальный кардинал, папский дипломат и доктор обоих прав. Титулярный архиепископ Назианзы с 15 марта 1830 по 20 января 1834. Апостольский нунций в Тоскане с 26 марта 1830 по 22 февраля 1833. Генеральный казначей Апостольской Палаты с 22 февраля 1833 по 20 января 1834. Префект Священной Конгрегации Индекса с 7 апреля 1849 по 23 июня 1853. Камерленго Священной Коллегии кардиналов с 17 февраля 1851 по 15 марта 1852. Кардинал-священник с 20 января 1834, с титулом церкви Сан-Джованни-а-Порта-Латина с 23 июня 1834 по 13 сентября 1838, in commendam с 13 сентября 1838 по 11 июня 1847. Кардинал-священник с титулом церкви Санта-Чечилия с 13 сентября 1838 по 11 июня 1847, in commendam с 11 июня 1847. Кардинал-епископ Сабины с 11 июня 1847.